# میتانه، آکیتا
میتانه، آکیتا (به لاتین: Mitane, Akita) یک منطقهٔ مسکونی در ژاپن است که در Yamamoto District واقع شده‌است. میتانه ۲۴۸٫۰۹ کیلومترمربع مساحت و ۱۷٬۸۹۱ نفر جمعیت دارد.